# Wilhelm-Ernst Freiherr von Cramm
Wilhelm-Ernst Freiherr von Cramm (30 de setembro de 1917 - 29 de maio de 1996) foi um oficial alemão que serviu durante a Segunda Guerra Mundial. Foi condecorado com a Cruz de Cavaleiro da Cruz de Ferro.

## Carreira

### Patentes
Major

### Condecorações
| Cruz de Ferro 2ª Classe                                |
| Cruz de Ferro 1ª Classe                                |
| Cruz de Cavaleiro da Cruz de Ferro 11 de abril de 1944 |